# José Luis de Jesús Miranda
José Luis de Jesús Miranda (Ponce, Puerto Rico, 22 abril 1946 - Orlando (Florida) 17 Novembre 2013) fou el fundador i líder de la secta Creixent en Gràcia (Creciendo En la Gracia Ministerio Internacional, S.A.), un moviment que té la seu central a Florida, Miami.

## Biografia
Va néixer a Ponce, Puerto Rico el 22 d'abril de 1946, en un barri pobre, es va convertir en addicte a l'heroïna als 14 anys. També va estar a la presó per robatori. En la seva joventut va provar diferents religions: Catòlica, Testimonis de Jehovà, adventistes i pentecostals.
- L'any 1973, quan estava vivint a Massachusetts, afirma haver tingut el seu primer i més important contacte celestial. Assegura que dos sers el portaren a un corredor de marbre a on una aparició es fusionà amb el seu cos i començar a parlar en el seu interior.
- L'any 1988, De Jesús anuncià que era la reencarnació de l'apòstol Pau.
- L'any 1999, s'autoqualificà com L'altre, una espècie d'ésser espiritual superior amb la missió d'assentar les bases per la segona vinguda de Crist.
- L'any 2000 proclamà ser Jesucrist Home. Aquesta afirmació provocà que alguns membres prominents del moviment desertessin de la seva església, incloent-hi la seva primera muller Nydia i el seu fill José Luis Jr., els quals iniciaren la seva pròpia església a Puerto Rico.
- El gener del 2007, durant un discurs en la seva església, Miranda revelà el número 666 tatuat en un braç. En aquest moment s'auto proclamà Anticrist.

De Jesús diu tenir esglésies a l'Argentina, Austràlia, Bolívia, Brasil, Canadà, Colòmbia, Costa Rica, Cuba, Equador, El Salvador, Guatemala, Hondures, Mèxic, Nicaragua, República Dominicana, Perú, Puerto Rico, Estats Units, Uruguai i Veneçuela.

## Profecies
En els últims anys Miranda ha fet diversos anuncis profètics. L'últim d'ells és la destrucció del Vaticà: En el llibre de l'Apocalipsi hi ha un passatge que diu que la ciutat que estava envoltada per set turons (Roma) va cremar en el foc i que els mercaders des dels mars lamentaran la seva destrucció, Miranda afirma que aquesta ciutat en concret és el Vaticà.

## Polèmica
De Jesús ha estat qualificat d'estafador per part d'agrupacions cristianes i no cristianes degut a les seves ensenyances. Els seus atacs a la religió Catòlica, el fet d'auto proclamar-se Jesucrist i al mateix temps anticrist, ha desfermat les crítiques dels seus enemics que ho consideren una blasfèmia.
En el 2008 va invitar als seus seguidors a tatuar-se en la pell els tres sis (666) i les tres esses. Segons explica Miranda, aquesta xifre s'ha interpretat de forma errònia: "l'Apocalipsi senyala «Aquí cal la saviesa! Qui sigui intel·ligent, que calculi la xifra de la bèstia, que és una xifra referida a una persona: sis-cents seixanta-sis». No diu que sigui la marca de l'Anticrist, sinó que el número del seu nom: és el 666. Bèstia és sinònim d’home. L'Apocalipsi parla de dues bèsties: la primera, Jesús de Natzaret, i la segona, Jesucrist home. Miranda afirma ser aquesta última, i per això ha acollit com a propi el número 666. Aquestes declaracions han aconseguit que li hagin prohibit l'entrada en més d'una vintena de països i que en altres estiguin restringides les manifestacions dels seus seguidors. De fet, en el 2008 a Espanya diferents plataformes ciutadanes cristianes, com HazteOir.org, van denunciar les reunions públiques a Madrid d'aquest grup.